# Padagha
Padagha es una  ciudad censal situada en el distrito de Thane en el estado de Maharashtra (India). Su población es de 6633 habitantes (2011). Se encuentra a 35 km de Thane y a 64 km de Bombay.

## Demografía
Según el censo de 2011 la población de Padagha era de 6633 habitantes, de los cuales 3404 eran hombres y 3229 eran mujeres. Padagha tiene una tasa media de alfabetización del 89,01%, superior a la media estatal del 82,34%: la alfabetización masculina es del 92,19%, y la alfabetización femenina del 85,61%.